# 吳其樑
吳其樑（1941年9月21日—），中華民國陸軍中將，日治臺灣高雄州旗山郡美濃街（今高雄市美濃區）人。

## 生平
畢業於陸軍官校正33期，曾任陸軍澎湖168師砲指部指揮官、陸軍高雄101師師長、南台灣陸軍八軍團參謀長、陸軍八軍團副司令（晉升中將）、陸軍成功嶺指揮官、軍管區副司令、海巡部副司令、行政院退輔會主任秘書、常務副主任委員、欣桃天然氣公司董事長。2016年6月8日任職蔡英文政府總統府國家年金改革委員會委員，現任中華民國退伍軍人協會副理事長。

## 外部連結
- 總統府國家年金改革委員會-委員名單（页面存档备份，存于）